# Bomis khajuriai
Bomis khajuriai là một loài nhện trong họ Thomisidae.
Loài này thuộc chi Bomis. Bomis khajuriai được Benoy Krishna Tikader miêu tả năm 1980.